# Daniel Barenboim
Daniel Barenboim (Buenos Aires, 15. studenoga 1942.), argentinski pijanist i dirigent židovskoga podrijetla. Osim argentinskoga, posjeduje izraelsko, španjolsko i palestinsko državljanstvo.

## Životopis
Daniel Barenboim rođen je u glazbeničkoj obitelji. Glasovir je počeo učiti već kao petogodišnjak, a glazbenim ga je osnovama prva podučila majka, Aida Schuster. Kasnije ga je pijanističkom umijeću nastavio podučavati otac, Enrique Barenboim, vrstan glazbeni pedagog i – kako će vrijeme pokazati – njegov jedini „pravi” profesor glasovira. Daniel je prvi puta javno nastupio kao sedmogodišnjak (1950.) u rodnome gradu. Obitelj Barenboim se 1952. preselila u Izrael: iste godine Daniel je uspješnim nastupima u Beču i Rimu privukao pažnju međunarodne glazbene javnosti. Te godine postao je i studentom rimske Akademije svete Cecilije (Accademia di Santa Cecilia) i četiri godine kasnije bio jedan od njezinih najmlađih diplomanata.
Istodobno je studirao i dirigiranje kod Carla Zecchia na Glazbenoj akademiji Chigiani (Accademia Musicale Chigiana) u Sieni te pohađao predavanja o glazbenoj teoriji i kompoziciji kod Nadie Boulanger. U ljeto 1954. roditelji su ga poveli u Salzburg, kako bi dirigiranju poučavao Igor Markevič. Tijekom tog ljeta Daniel je u Salzburgu upoznao i slavnoga Wilhelma Furtwänglera koji ga je, oduševljen njegovim pijanističkim umijećem i talentom, pozvao da zajedno nastupe s Berlinskim filharmoničarima. Međutim, Danielovi su roditelji smatrali kako je za njih još uvijek prerano da nakon holokausta iz Izraela putuju u Njemačku, pa do te suradnje ipak nije došlo. No Daniel je zato u Salzburgu nazočio Furtwänglerovim probama s orkestrom, a Furtwängler mu je bio i ostao veliki uzor.
Sredinom 50-ih godina prošloga stoljeća Daniel Barenboim je počeo intenzivno snimati za vodeće svjetske diskografske kuće. Tako je u sljedećih deset godina snimio, primjerice, sve Beethovenove koncerte za klavir (s dirigentom Ottom Klempererom i orkestrom New Philharmonia), oba Brahmsova klavirska koncerta (s dirigentom Sir Johnom Barbirolliem i orkestrom New Philharmonia) te – u dvostrukoj ulozi pijanista/dirigenta – i najpoznatije Mozartove koncerte za klavir (s Engleskim komornim orkestrom). Koncertima u Parizu (1955.), Londonu (1956.) i New Yorku (1957.), gdje je u Carnegie Hallu nastupio kao solist u Prvom klavirskom koncertu u Des-duru, op. 10 Sergeja Prokofjeva uz orkestar »Symphony of the Air« pod ravnanjem Leopolda Stokowskog, nastavio je svoju uspješnu pijanističku karijeru.
Kao koncertni dirigent debitirao je 1957. u Haifi, a desetak godina kasnije njegovi su se umjetnički interesi polako, ali sve češće počeli usmjeravati i prema tom zvanju. Krajem 60-ih godina prošloga stoljeća je prvi puta ravnao trima vodećim svjetskim orkestrima: Londonskim simfonijskim orkestrom (1968), Berlinskim filharmoničarima (1969) i Njujorškom filharmonijom (1970). Kao operni dirigent debitirao je 1973. ravnajući izvedbom Mozartova Don Giovannia na Međunarodnom festivalu u Edinburghu (Edinburgh International Festival). Od 1975. do 1989. bio je šef-dirigent Pariškoga orkestra (Orchestre de Paris), a od 1991. do 2006. i Čikaškoga simfonijskog orkestra (Chicago Symphony Orchestra), naslijedivši u oba slučaja slavnoga Georga Soltija. U razdoblju od 1981. do 1999. svakog je ljeta gostovao na Svečanim igrama u Bayreuthu, gdje je ravnao izvedbama Wagnerovih opera Tristan i Izolda, Majstori pjevači, Parsifal i tetralogijom Prsten Nibelunga. Od 1992. djeluje kao umjetnički ravnatelj i generalni glazbeni direktor berlinske Državne opere Unter den Linden i Berlinske državne kapele (Staatskapelle Berlin): dogovorom Daniela Barenboima i berlinskoga Senata, taj mu je angažman produžen do srpnja 2022. Od 2006. do 2011. angažiran je i kao prvi gost-dirigent milanske Scale, u kojoj je od 2012. imenovan ravnateljem Opere (sljedećih šest godina).
Zajedno s Edwardom Saidom je 1999. utemeljio orkestar West-Eastern Divan, sa željom da mladi glazbenici iz Španjolske i bliskoistočnih zemalja – Izraela, Palestine, Libanona, Egipta, Sirije i Jordana – svojim umjetničkim angažmanom pokažu i dokažu moć glazbe u mogućem prevladavanju svih „razlika“ i/ili političkih razmirica. Mnoge ugledne međunarodne institucije i organizacije dodijelile su mu i odlikovanja za aktivno promicanje tolerancije i neumorno zalaganje za miroljubiv suživot bliskoistočnih naroda. Za svoja je značajna glazbena postignuća primio brojna priznanja i nagrade, među kojima i sedam Grammya u raznim kategorijama ozbiljne glazbe (za najbolji album ozbiljne glazbe, za najbolju izvedbu komorne glazbe, za najbolju orkestralnu izvedbu, za najbolju opernu izvedbu, itd.).
Privatni život

Daniel Barenboim se 1967. oženio britanskom violončelisticom Jacquelinom du Pré, koja je zbog njihove ljubavi prigrlila judaizam. Sve do ozbiljnih znakova multiple skleroze, zbog koje je Jacqueline 1973. prestala svirati i javno nastupati, često su zajedno koncertirali i snimali za renomirane diskografske i televizijske kuće. Jacqueline je, nažalost, preminula 1987. godine. Početkom 1980-ih Daniel Barenboim je upoznao pijanisticu Elenu Baškirovu: prema njegovim riječima, Jacqueline za svoga života nije saznala za tu vezu. Daniel i Elena vjenčali su se 1988. godine, a njihova dva sina – David Arthur (r. 1983.) i Michael (r. 1985.) – također su glazbenici.

## Nagrade, priznanja i odlikovanja
- 1977. – dvije nagrade Grammy: za najbolji album ozbiljne glazbe i najbolju instrumentalnu solističku izvedbu (uz orkestar) – L. van Beethoven: Koncerti za glasovir i orkestar / Arthur Rubinstein, glasovir – London Philharmonic Orchestra & Daniel Barenboim (dirigent)
- 1983. – Grammy za najbolju instrumentalnu solističku izvedbu (uz orkestar) – E. Elgar: Koncert za violinu u h-molu / Itzhak Perlman, violina; Chichago Symphony Orchestra & Daniel Barenboim (dirigent)
- 1991. – Grammy za najbolju izvedbu komorne glazbe – J. Brahms: Tri violinske sonate / Itzhak Perlman, violina & Daniel Barenboim, glasovir
- 1992. – Grammy za najbolju orkestralnu izvedbu – J. Corigliano: 1. simfonija / Chichago Symphony Orchestra & Daniel Barenboim (dirigent)
- 1995. – Grammy za najbolju izvedbu komorne glazbe – L. van Beethoven & W. A. Mozart: Kvinteti (Chicago-Berlin) / Daniel Barenboim, glasovir; Dale Clevenger, rog; Larry Combs, klarinet; Daniele Damiano, fagot i Hansjörg Schellenberger, oboa.
- 1996. – počasni doktorat Hebrejskog sveučilišta u Jeruzalemu
- 2000. – Berlinska državna kapela proglasila ga je svojim doživotnim šefom-dirigentom
- 2002. – Grammy za najbolju instrumentalnu solističku izvedbu (uz orkestar) – R. Strauss: Koncerti za puhače (Koncert za rog u Es-duru, Koncert za obou u D-duru, itd.) / Dale Clevenger, Larry Combs, Alex Klein, David McGill, Chichago Symphony Orchestra & Daniel Barenboim (dirigent)
- 2002. njemačko odličje Veliki savezni križ za osobite zasluge (Großes Bundesverdienstkreuz)
- 2002. – Nagrada Princa od Asturije za zajedništvo (Premio Príncipe de Asturias de la Concordia) za aktivno promicanje izraelsko-palestinke pomirbe (zajedno s Edwardom Saidom)
- 2003. – Grammy za najbolju opernu izvedbu – R. Wagner: Tannhäuser / Jane Eaglen, Thomas Hampson, Waltraud Meier, René Pape, Peter Seiffert, Chor der Deutschen Staatsoper Berlin, Staatskapelle Berlin & Daniel Barenboim (dirigent)
- 2003. – Nagrada Wilhelm Furtwängler (zajedno s Berlinskom državnom kapelom)
- 2004. – Medalja Buber-Rosenzwieg
- 2004. – Nagrada Haviva Reik za promicanje mira
- 2004. – Nagrada Wolf za iznimna umjetnička postignuća
- 2004. – Hanau: Nagrada Paul Hindemith
- 2005. – Zwickau: Nagrada Robert Schumann
- 2005. – imenovan je počasnim članom Američke akademije znanosti i umjetnosti (American Academy of Arts and Sciences)
- 2006. – nagrada ECHO Klassik za dirigenta i glazbeni DVD godine
- 2006. – Nagrada Ernst von Siemens za promicanje mira na Bliskom Istoku. Barenboim je trećinu novčanog iznosa Nagrade poklonio vlastitoj zakladi za izobrazbu mladih glazbenika, a dvije trećine donirao za sanaciju zgrade berlinske Državne opere Unter den Linden
- 2006. – Nagrada za mir njemačke Savezne države Hessen (Hessischer Friedenspreis) i Nagrada za mir Zaklade Korn & Gerstenmann za neumorno zagovaranje pomirbe Izraelaca i Palestinaca.
- 2006. – glazbenici Čikaškoga simfonijskog orkestra proglasili su ga svojim doživotnim počasnim šefom-dirigentom
- 2007. – talijansko odličje Viteza Velikoga križa (Cavaliere di Gran Croce)
- 2007. – orden Zapovjednika Legije časti (Commandeur de la Légion d’honneur)
- 2007. – Medalja Goethe za promicanje međunarodne suradnje mladih glazbenika
- 2007. – Praemium Imperiale za iznimna umjetnička postignuća
- 2007. – počasni doktorat Sveučilišta Oxford
- 2007. – glavni tajnik UN-a Ban Ki-mun imenovao ga je UN-ovim poslanikom mira (zajedno s brazilskim piscem Paulom Coelhom)
- 2008. – počasno palestinsko državljanstvo za iskreno prijateljstvo spram palestinskoga naroda te za neumorno zagovaranje pomirbe Izraelaca i Palestinaca
- 2008. – Zlatna medalja britanskoga Kraljevskog filharmonijskog društva (Royal Philharmonic Society)
- 2008. – počasni doktorat Sveučilišta u Londonu
- 2009. – Medalja Moses Mendelssohn za promicanje tolerancije i razumijevanja među narodima
- 2009. – Bayreuth: Nagrada grofice Wilhelmine (Markgräfin-Wilhelmine-Preis der Stadt Bayreuth) za primjerno miroljubivo djelovanje s orkestrom West-Eastern Divan
- 2009. – Glazbena nagrada Léonie Sonning za iznimna umjetnička postignuća
- 2009. – Nagrada za životno djelo Međunarodnoga glazbenog festivala u Istanbulu
- 2010. – Vestfalska nagrada za mir (Westfälischer Friedenspreis) za promicanje dijaloga, suradnje i međusobnog razumijevanja između Izraelaca i Palestinaca
- 2010. – Glazbena nagrada Herbert von Karajan za iznimna umjetnička postignuća i promicanje glazbe.
- 2010. – Medalja za mir Otto Hahn (Otto-Hahn-Friedensmedaille) za iznimne zasluge u promicanju mira i razumijevanja među narodima, posebice za primjerno promicanje dijaloga među državama Bliskoga istoka
- 2010. – počasni doktorat londonske Kraljevske glazbene akademije (Royal Academy of Music)
- 2011. – orden Velikog časnika Legije časti (Grand officier de la Légion d’honneur)
- 2011. – orden Viteza-časnika najvišeg reda Britanskoga Carstva (Knight Commander of the Most Excellent Order of the British Empire)
- 2011. – Nagrada Dresden za oživotvorenje orkestra West-Eastern Divan
- 2011. – Nagrada Bruno Kreisky za zasluge u promicanju ljudskih prava
- 2011. – Međunarodna nagrada Willy Brandt (Internationaler Willy-Brandt-Preis) za promicanje tolerancije i razumijevanja među narodima Bliskoga istoka
- 2011. – nagrada za promicanje ljudskih prava (Menschenrechtspreis) Sveučilišta u Grazu
- 2011. – Nagrada Edison za životno djelo
- 2012. – bio je jedan od nositelja olimpijske zastave na svečanom otvorenju Olimpijskih igara u Londonu[5]
- 2012. – nagrada ECHO Klassik za životno djelo
- 2013. – Veliki križ za zasluge sa zvijezdom i lentom (njem. Großes Verdienstkreuz mit Stern und Schulterband) Savezne Republike Njemačke
- 2013. – plaketa Ernst Reuter (njem. Ernst-Reuter-Plakette) berlinskoga Senata za osobite zasluge[6]
- 2013. – nagrada Marion Dönhoff (njem. Marion Dönhoff Preis) njemačkoga tjednika Die Zeit za promicanje razumijevanja i pomirenja među narodima
- 2013. – počasni doktorat Znanstvenoga instituta Weizmann u Rehovotu (Izrael)

## Vanjske poveznice

### Sestrinski projekti
|  | Zajednički poslužitelj ima još gradiva o temi Daniel Barenboim |

### Mrežna sjedišta
- Službena stranica Daniela Barenboima  Arhivirana inačica izvorne stranice od 31. kolovoza 2006. (Wayback Machine) (engl.)
- Allmusic.com – Daniel Barenboim (životopis i diskografija) (engl.)
- Cosmopolis: The biography of Daniel Barenboim based on Barenboim’s A Life in Music[neaktivna poveznica] (engl.)
- Daniel Barenboim Stiftung (Zaklada Daniela Barenboima) (njem.) (engl.)
- West-Eastern Divan Orchestra (njem.) (engl.)